# Били Боб Торнтън
Били Боб Торнтън (на английски: Billy Bob Thornton) е американски актьор и сценарист. Бил е женен пет пъти като последната му бивша съпруга е актрисата Анджелина Джоли.
Торнтън е роден в Арканзас в семейството на Били Рей и Вирджиния.

## Частична филмография

### Актьор
- 1991 – „За момчетата“ (For the Boys)
- 1993 – „Неприлично предложение“ (Indecent Proposal)
- 1993 – „Тумбстоун“ (Tombstone)
- 1995 – „Падащи звезди над Хенриета“ (The Stars Fell on Henrietta)
- 1997 – „Обратен завой“ (U Turn)
- 1998 – „Първични цветове“ (Primary Colors)
- 1998 – „Трева“ (Homegrown)
- 1998 – „Армагедон“ (Armageddon)
- 1998 – „План без грешка“ (A Simple Plan)
- 1999 – „Контролна кула“ (Pushing Tin)
- 2001 – „Тате и другите“ (Daddy and Them)
- 2001 – „Бандити“ (Bandits)
- 2001 – „Балът на чудовището“ (Monster's Ball)
- 2001 – „Човекът, който не беше там“ (The Man Who Wasn't There)
- 2002 – „Шерифът“ (The Badge)
- 2002 – „Да се събудиш в Рино“ (Waking Up in Reno)
- 2003 – „Непоносима жестокост“ (Intolerable Cruelty)
- 2003 – „Наистина любов“ (Love Actually)
- 2004 – „Аламо“ (The Alamo)
- 2005 – „Отбор за милиони“ (Bad News Bears)
- 2005 – „Ледена жътва“ (The Ice Harvest)
- 2006 – „Училище за гадняри“ (School for Scoundrels)
- 2007 – „Господин Удкок“ (Mr. Woodcock)
- 2008 – „Орлово око“ (Eagle Eye)
- 2009 – „Информаторите“ (The Informers)
- 2010 – „Безпощадно“ (Faster)
- 2011 – „Котаракът в чизми“ (Puss in Boots)
- 2012 – „Колата на Джейн Мансфийлд“ (Jayne Mansfield's Car)
- 2013 – „Паркланд“ (Parkland)
- 2014 – „Съдията“ (The Judge)
- 2015 – „Антураж“ (Entourage)
- 2014 – „Фарго“ (Fargo)

### Сценарист
- 2000 – „Дарбата“ (The Gift)
- 2001 – „Тате и другите“ (Daddy and Them)
- 2012 – „Колата на Джейн Мансфийлд“ (Jayne Mansfield's Car)

### Режисьор
- 2000 – „Тези прекрасни коне“ (All the Pretty Horses)
- 2001 – „Тате и другите“ (Daddy and Them)
- 2012 – „Колата на Джейн Мансфийлд“ (Jayne Mansfield's Car)